# Regionales Verwaltungsgericht
Die Verwaltungsgerichtsbarkeit ersten Grades wird in Italien durch die Regionalen Verwaltungsgerichte (italienisch Tribunale Amministrativo Regionale; abgekürzt TAR) wahrgenommen.

## Organisation
Die Regionen dienen nur als Grundlage für die Gerichtsbezirke, Gerichtsträger ist, wie auch in der ordentlichen Gerichtsbarkeit, ausschließlich der italienische Staat. In jeder Region gibt es mindestens ein Verwaltungsgericht. Es handelt sich um Gerichte erster Instanz. Zusammen mit dem übergeordneten Staatsrat bilden sie die Verwaltungsgerichtsbarkeit Italiens.
Klagen gegen Behörden müssen binnen 60 Tagen nach Bekanntgabe der entsprechenden Entscheidung erhoben werden. Die Spruchkörper der regionalen Verwaltungsgerichte bestehen aus drei Richtern.

## Regionale Verwaltungsgerichte in Italien
In nachstehender Liste sind bis auf Weiteres nur Gerichtsorte angegeben, erst die Gerichte in den Regionalhauptstädten, dann eventuell vorhandene Außenstellen. Im Allgemeinen befinden sich an den Gerichtsorten der regionalen Verwaltungsgerichte auch die Appellationsgerichtshöfe der ordentlichen Gerichtsbarkeit.
| Region                  | Verwaltungsgericht         |
| ----------------------- | -------------------------- |
| Abruzzen                | L’Aquila, Pescara          |
| Aostatal                | Aosta                      |
| Apulien                 | Bari, Lecce                |
| Basilikata              | Potenza                    |
| Emilia-Romagna          | Bologna, Parma             |
| Friaul-Julisch Venetien | Triest                     |
| Kalabrien               | Catanzaro, Reggio Calabria |
| Kampanien               | Neapel, Salerno            |
| Latium                  | Rom, Latina                |
| Ligurien                | Genua                      |
| Lombardei               | Mailand, Brescia           |
| Marken                  | Ancona                     |
| Molise                  | Campobasso                 |
| Piemont                 | Turin                      |
| Sardinien               | Cagliari                   |
| Sizilien                | Palermo, Catania           |
| Toskana                 | Florenz                    |
| Trentino-Südtirol       | Trient, Bozen              |
| Umbrien                 | Perugia                    |
| Venetien                | Venedig                    |

## Geschichte
Seit 1888 gab es in Italien auf Provinzebene Behörden, die verwaltungsgerichtliche Aufgaben übernahmen. Diese wurden vom Verfassungsgericht im Jahr 1968 für verfassungswidrig erklärt, da sie der Exekutive unterstanden und somit nicht den Anforderungen der republikanischen Verfassung entsprachen. 1971 wurden die unabhängigen regionalen Verwaltungsgerichte eingeführt.